# Вардан Малый
Варда́н Бардзрбердци́ (также Варда́н Ма́лый, Варда́н Киликеци́, ок. 1260—ок. 1326) — армянский богослов, автор нескольких проповедей, толкований и шараканов. Иногда именуется «Малым», чтобы отличить от другого деятеля по имени Вардан Бардзрбердци, прозванного «Великим».

## Жизнь и деятельность
Биографические сведения сохранились благодаря колофонам, написанным им же. Обучение прошёл под руководством Ованеса Аркаехбайра в монастыре Грнер рядом с крепостью Бардзрберд. Отсюда и прозвище Бардзрбердци. В своих трудах же он называл себя Киликеци. После смерти Ованеса переехал в Гладзор, где продолжил образование у Есаи Нчеци. В рукописи № 749 Матенадарана сохранилось стихотворное письмо Вардана к Есаи Нчеци, написанное акростихом (первые буквы строф составляют имя 'Вардан') и два его сочинения: «Стихотворение-колофон к произведению Григория Нисского „Девять блаженств“» и стихотворное толкование комментария Григория Нисского на «Отче наш». Помимо этих сочинений, авторству Вардана принадлежат толкования Священного Писания, «Четверостишия» и произведение о 15 заблуждениях «латинов» (то есть католиков), созданное по просьбе царя Хетума II и посвящённое ему. Иногда ему приписывают и комментарий к «Грамматике» Дионисия Фракийского.

## Издания сочинений
- Энкомий к Григорию Просветителю // Соперк. — Венеция, 1853. — № 5. — С. 37—52
- Гимн на Воскресение Христово // Чраках. — Москва, 1859. — С. 114
- Стихотворение-колофон к произведению Григория Нисского «Девять блаженств» // Андес Амсореа. — Вена, 1946. — Т. 60. — С. 95—98
- Четверостишия // Андес Амсореа. — Вена, 1946. — Т. 60. — С. 109—111